# Villa Vaca Guzmán
Villa Vaca Guzmán è un comune (municipio in spagnolo) della Bolivia nella provincia di Luis Calvo (dipartimento di Chuquisaca) con 12.299 abitanti (dato 2010).

## Cantoni
Il comune è suddiviso in 4 cantoni (popolazione 2001).
- Iguembe - 2.446 abitanti
- Sapirangui - 1.450 abitanti
- Ticucha - 3.524 abitanti
- Villa Vaca Guzmán - 3.328 abitanti